# Kanut IV Święty
Kanut IV Święty duń. Knud den Hellige, (ur. ok. 1043, zm. 10 lipca 1086) – męczennik, król Danii w latach 1080-1086, święty Kościoła Katolickiego, patron Danii.
Gorliwie starał się utwierdzać i rozszerzać chrześcijaństwo w swoim kraju. Poślubił Adelajdę, córkę Roberta I, hrabiego Flandrii. Jego przeciwnicy zamordowali go w kościele św. Albana w Odense 10 lipca 1086 roku.
Wspomnienie liturgiczne obchodzone jest 19 stycznia (kat.), 13 stycznia (w Szwecji i Finlandii).